# 鲁能杭州国际中心
鲁能·杭州国际中心是位于杭州市钱江新城的一座集商业、办公、金融为一体的高层三塔型写字楼建筑群。2017年12月8日开工，原本预计2022年杭州亚运会前建成。不过目前还在建设中。

## 简介
位于江锦路、民心路、富春路和丹桂路合围地块，位于杭州万象城与杭州来福士广场之间。原设计有两座高楼组成，呈竹节造型。主塔298.98米，楼层顶部有观景台；副塔280米，有服务式公寓。项目用地面积30333平方米，总建筑面积419364平方米，其中地上建筑面积303330平方米，地下建筑面积116034平方米，基坑开挖深度21.55m，局部达到29.95m。。
2024年规划更改后，原设计中280米的副楼高度减少至250米，299米的主楼高度减少至190米，另新增一座高45层175米的3号楼，总建筑面积为346738.7平方米，其中计容地上建筑面积约226421平方米，不计容地上面积约9310平方米，地下建筑面积约111007.7平方米。大楼外观取消了侧立面竹节效果，由流线型方案改为错落式矩形结构。

## 历史

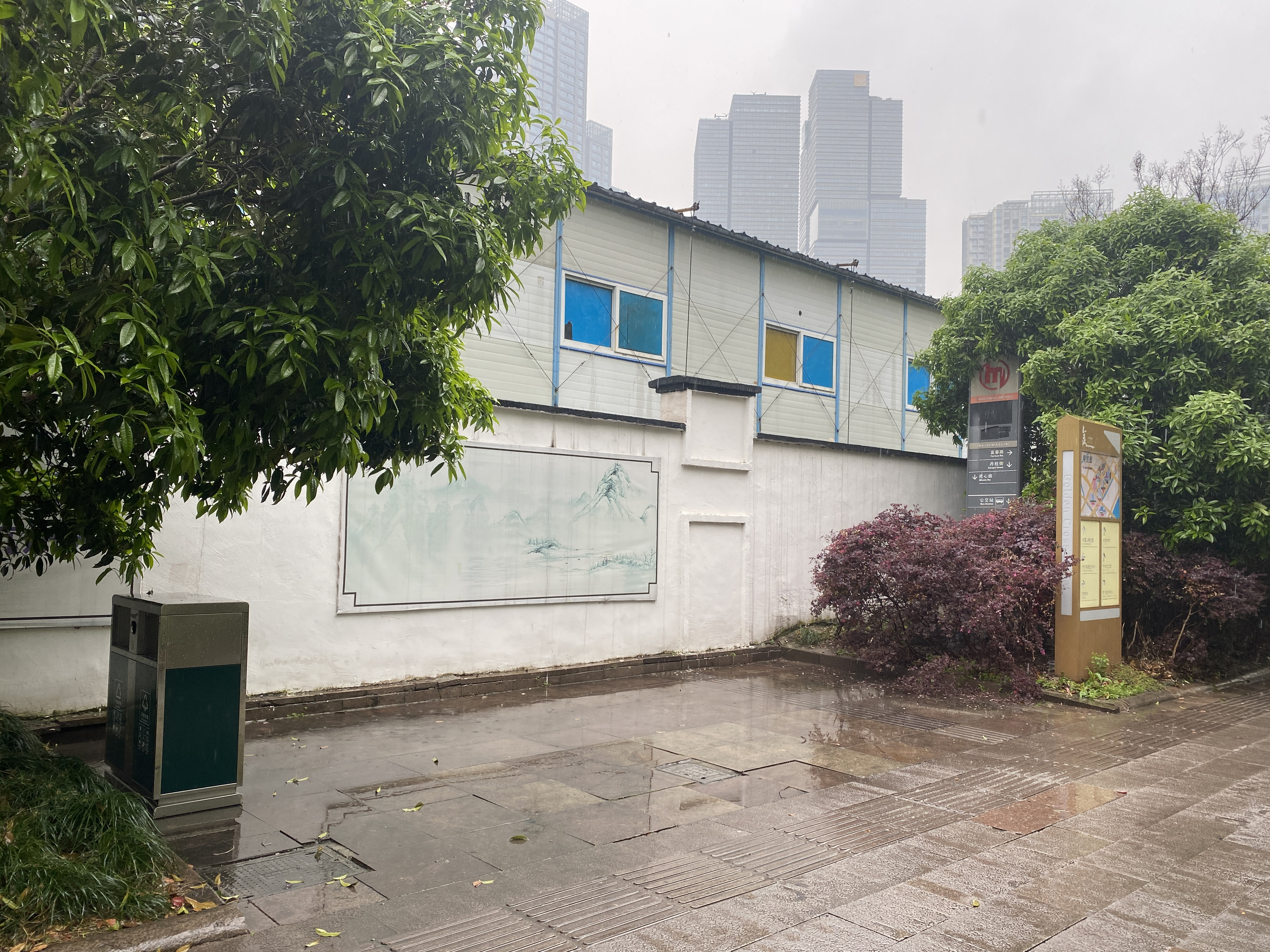
江锦路站C出口被工程占用而拆除

- 2016年8月18日，经过94轮报价，山东鲁能以63.5亿竞得该地块，成交楼面价21073元/㎡，溢价率113%。
- 2017年12月8日，开工。
- 2018年2月，工程因政策和限高原因停工。
- 2019年8月，工程复工。[4]
- 2022年，工程再度停工。[5]
- 2023年6月，重启设计招标计划。[6][7]
- 2025年3月31日，工程再次复工。[8]